# Vladimír Dzurilla (manažer)
 Vladimír Dzurilla (* 1. března 1983) je původem slovenský manažer a úředník působící v České republice zejména v oblasti IT systémů a organizačních a procesních změn. Od května 2016 je generálním ředitelem státního podniku Státní pokladna Centrum sdílených služeb, od ledna 2018 též ředitelem státního podniku Národní agentura pro komunikační a informační technologie. V únoru 2018 byl jmenován vládním zmocněncem pro informační technologie a digitalizaci ve vládě Andreje Babiše, z této pozice vede projekt Digitální Česko a při pandemii covidu-19 v letech 2020–2021 odpovídal za projekt Chytré karantény a centrální rezervační systém pro očkování proti nemoci covid-19. Ekonomický týdeník jej již v lednu 2018 označil za „bezesporu nejzmiňovanější jméno v českém ICT byznysu“.

## Život a kariéra
Vystudoval Slovenskou technickou univerzitu v Bratislavě. Absolvoval studijní pobyt v Nizozemí a studium na britské Open University.
Ve společnosti Accenture pracoval po ukončení svého studia jako konzultant pro projekty výměny a implementací velkých IT systémů a zavádění organizačních a procesních změn ve společnostech. Věnoval se transformačním projektům zejména v sektorech telekomunikací, financí a státní správy. Působil jako poradce na Generálním finančním ředitelství a na Ministerstvu financí. Od května 2016 je generálním ředitelem státního podniku Státní pokladna Centrum sdílených služeb, jejímž hlavním úkolem je poskytování ICT služeb pro státní správu. Koncem ledna 2018 byl jmenován ředitelem státního podniku Národní agentura pro komunikační a informační technologie (NAKIT) místo odvolaného Alana Ilczyszyna. Od července 2018 je členem dozorčí rady státního podniku Česká pošta.
Od února 2018 působí ve vládách Andreje Babiše jako vládní zmocněnec pro informační technologie a digitalizaci, působí též jako poradce předsedy vlády v těchto otázkách. Po spuštění centrálního rezervačního systému pro očkování proti covidu-19, které provázela řada problémů, předseda vlády Andrej Babiš 16. ledna 2021 oznámil, že systém rezervací funguje dobře a že navrhne Vladimíra Dzurillu na státní vyznamenání.
Podle Obchodního rejstříku v roce 2018 měl evidované bydliště ve slovenské obci Klčov, v únoru 2020 změnil bydliště na českou obec Herink nedaleko Průhonic.